# Franz von Hipper
Le chevalier Franz von Hipper (né le 13 septembre 1863 à Weilheim - mort le 25 mai 1932 à Hambourg) est un admiral allemand, connu pour avoir commandé les cuirassés pendant la bataille du Jutland. 

## Biographie
Né dans le royaume de Bavière, Franz Hipper s'engagea dans la marine impériale à tout juste 18 ans en avril 1881. Il commence sa carrière sur les frégates SMS Niobe et SMS Leipzig. À l'automne 1884, il est promu officier.
À partir de 1903, Hipper est à la tête de la 1re division de torpilleurs. Promu Konteradmiral en 1912, il commande à partir d'octobre 1913 les forces de reconnaissance de la Hochseeflotte. 
Lorsque la Première Guerre mondiale éclate, il commande les croiseurs de bataille contre la Royal Navy. C'est ainsi qu'en décembre 1914 les villes côtières de Scarborough, Whitby et Hartlepool sont bombardées.
C'est lui qui commande lors de la bataille de Dogger Bank le 24 janvier 1915 mais également lors de la bataille du Jutland le 31 mai 1916. Hipper prévaut alors comme grand chef de marine. En juin 1916, le roi de Bavière Louis III le fait membre de la chevalerie (Ritter) et il prend la particule von.
En août 1918, il est nommé Admiral et succède à Reinhard Scheer comme commandant en chef de la Hochseeflotte. Il prend sa retraite à la fin de l'année 1918 et s'installe à Hambourg, où il meurt le 25 mai 1932 dans le quartier d'Othmarschen.
Le croiseur lourd Admiral Hipper de la Kriegsmarine et la frégate Hipper de la Deutsche Marine ont été nommés en son honneur.

## Décorations
- Croix de fer (1914) de 1e et 2e classe ;
- Pour le Mérite ;
- Ordre de l'Aigle rouge de 2e classe avec feuilles de chêne et épées ;
- Ordre de la Couronne (Prusse) de 2e classe ;
- Médaille militaire de service ;
- commandeur de l'Ordre militaire de Maximilien-Joseph de Bavière ;
- Ordre du Mérite militaire (Bavière) de 2e classe avec épées et étoile;
- Ordre d'Albert avec épées ;
- Ordre du Mérite militaire du Wurtemberg ;
- Croix du Mérite militaire (Mecklembourg-Schwerin) de 1e classe ;
- Croix de Frédéric-Auguste de 1e classe ;
- Ordre du Faucon blanc ;
- les trois Croix hanséatique Bremen, Hambourg et Lübeck.